# Diaea longisetosa
Diaea longisetosa là một loài nhện trong họ Thomisidae.
Loài này thuộc chi Diaea. Diaea longisetosa được Carl Friedrich Roewer miêu tả năm 1961.